# Goswin von Marienberg
Goswin (* unbekannt; † nach 1393 in der Abtei Marienberg) war Benediktinermönch und Historiker in der Abtei Marienberg bei Burgeis.

## Leben
Über sein Leben ist nicht viel überliefert. Seine Mutter Irmgard gab ihn und seinen Bruder Albert als Kinder in die Obhut der Mönche von Marienberg. Sein Bruder fiel 1348 der Pest zum Opfer. Goswin wurde 1349 zum Priester geweiht. Er wurde zum Prior bestimmt und 1374 von Herzog Leopold III. zum Hofkaplan ernannt. Goswin erkrankte noch im selben Jahr an der Pest. In seiner Chronik weist er darauf hin, dass er durch die Gnade Gottes und das Gebet seiner Mitbrüder wieder genesen sei. 1393 brechen die Berichte über sein Wirken ab, was wohl auf seinen Tod hinweist.

## Werk
Das Hauptwerk Goswins ist das Registrum, eine Chronik, die die Geschichte Marienbergs und die Vorgeschichte des Konvents vom späten 11. Jahrhundert bis zum Jahre 1393 auf weitgehend urkundlicher Grundlage beschreibt. Goswin berichtet darin der Nachwelt ausführlich über das damalige Zeitgeschehen. Die Klostergeschichte Marienbergs ist dabei ein wichtiges Dokument der klösterlichen, aber auch weltlichen Entwicklung des Obervinschgaus.
In der Einleitung des Werkes ist ein Kalendarium mit den Sterbedaten der Wohltäter – dem Nekrolog – enthalten.
Das erste Kapitel beschreibt die Gründung eines Vorgängerkonvents in Scuol im Unterengadin durch Eberhard von Tarasp in den Jahren 1089/96 und dessen anschließende Verlegung nach St. Stephan oberhalb Burgeis im Jahr 1146 und nach Marienberg um 1149/50.
Das zweite Kapitel beinhaltet das Leben und Wirken der Äbte und die Rechte und Besitzverhältnisse des Klosters.
Im dritten Teil hält Goswin die Urkunden der Päpste und Landesfürsten fest. Damit wollte er die Rechtsansprüche des Klosters untermauern.

### Edition
- P. Goswin: Chronik des Stiftes Marienberg. Herausgegeben von Basilius Schwitzer. Wagner, Innsbruck 1880 (Tirolische Geschichtsquellen, Band 2, ZDB-ID 988258-3).